# Герберт Фрідман
Герберт Фрідман (англ. Herbert Friedman; 21 червня 1916 — 9 вересня 2000) — американський астроном, член Національної АН США.
Родився в ортодоксальній єврейській родині Самуеля і Ребеки Фрідман у Брукліні. У 1936 закінчив Бруклінський коледж. З 1940 працював у Дослідницькій лабораторії Військово-морського флоту США у Вашингтоні (в 1958—1963 керував відділом атмосфери і астрофізики, з 1963 очолював відділ наук про космос), з 1963 — провідний вчений Центру космічних досліджень імені Е. О. Галберта. З 1960 — професор фізики університету штату Меріленд.
Один з основоположників позаатмосферної астрономії. Керував першими експериментами з виявлення рентгенівського випромінювання Сонця за допомогою висотних ракет. Вперше виміряв випромінювання зірок у далекій ультрафіолетовій області. Провів численні дослідження на ракетах і супутниках з виявлення і вимірювання космічного рентгенівського і γ-випромінювань.
Один із засновників Міжнародної академії астронавтики.
Медаль Товариства прикладної спектроскопії (1957), медаль «За видатні наукові досягнення» НАСА (1962), медаль П. Ж. С. Жансена Французького фотографічного товариства (1962), медаль Еддінгтона Лондонського королівського астрономічного товариства (1964), медаль Майкельсона Інституту Б.Франкліна (1972), медаль Лавлейс Американського астронавтичного товариства (1973), Національна наукова медаль уряду США (1969).